# Drosophila capnoptera
Drosophila capnoptera är en tvåvingeart som beskrevs av Patterson och Gordon Mainland 1944. Drosophila capnoptera ingår i släktet Drosophila och familjen daggflugor.
Artens utbredningsområde sträcker sig från Veracruz i Mexiko till Nicaragua.